# Mixels
Mixels è una serie televisiva di animazione statunitense basata sui set LEGO creata da John Fang e David P. Smith nel 2014.

## Personaggi
I personaggi si dividono in Mixels, a loro volta in Tribù, e in Nixels, esserini grigi che impediscono il divertimento ai Mixels
- Nixels : sono piccoli esseri dotati di un corpo nero e faccia bianca. Sono in grado di staccare la faccia dal loro corpo, rivelando due piccole gambette. Sono guidati dal Maggiore Nixel (come comandante militare) e da Re Nixel (come sovrano). Possiedono una nuvola mecchanica gigante con una bomba dentro chiamata Mega Nixel Mixel Nixer.
- Maggiore Nixel : è il capo dei Nixels, anche se, a differenza di suoi subordinati, sa parlare normalmente, possiede dei baffi, ed è più alto di un normale Nixel.
- Re Nixel : è il vero capo dei Nixels ed il superiore del Maggiore Nixel. È un Nixel umanoide (leggermente più alto del Maggiore Nixel) con una corona grigia, un vestito nero e dei baffi e delle sopracciglia nere e pelose. In realtà il suo corpo è formato da altri Nixels e lui è un semplice Nixel con dei baffi (finti) e una corona grigia.

- Mixels : Sono creature dispettose che amano mescolarsi in speciali blocchi. Possono formare: un Mix, combinazione di due Mixels, un Max, combinazione di tre Mixels, e un Murp, quando la combinazione di 2 Mixels va storta.
  - Tribù degli Electroids : Sono Mixels che prendono la scossa in continuazione. Il loro max, una sorta di Leone Elettrico.
    - Teslo: è il capo e sentinella degli electroids ma soffre di vertigini. È doppiato da Vladimiro Conti.
    - Zaptor: il più adrenalinico degli Electroids. È in grado di respingere i nixels con potenti raffiche di luce, visto che somiglia ad un parafulmine. È doppiato da Massimiliano Plinio.
    - Volectro : questo scriteriato Mixel può assorbire elettricità. Combinato con Krader crea gli Snack chiamati "Roccia Elettropops". È doppiato da Luca Sandri.

  - Tribù dei Cragster: parlano con un linguaggio primitivo. Il loro Max è un Golem in grado di mutare in forma sferica. Sono molto forti, ma poco intelligenti, anche se più di Zaptor e Vulk. Odiano Zorch. Il loro capo è Krader.
    - Krader : è un Mixel dall'innegabile comportamento irriverente. È soggetto a tanti Murp a causa del suo unico braccio gigante. È doppiato da Pietro Ubaldi.
    - Seismo : possiede piedi giganti che scatenano terremoti. Combinato con Zorch può volare con degli stivali a razzo. È doppiato da Francesco Pannofino.
    - Shuff : è il Mixel più impacciato di tutti, certe volte definito come palla demolitrice. Ama le ceramiche. Combinato con Volectro è in grado di disperdere un'orda di Nixels. È doppiato da Fabrizio Vidale.

  - Tribù degli Infernites: vivono vicino al centro della terra e sono Mixels Superfelici. Il loro Max è un dragone sputafuoco.
    - Flain : è il leader intelligente e avventuroso degli infernites. Se pensa troppo esplode. Combinato con Seismo può scatenare eruzioni. Combinato con Krader fa un Murp. Nell'episodio "Pallaroccia" il braccio di Krader diventa la sua coda. È doppiato da Daniele Raffaeli.
    - Vulk : con le sue mani roventi può scavare facili fughe, e non gli devi dare il cinque. Combinato con Zaptor tappa un buco. È doppiato da Osmar Santucho.
    - Zorch: è il mixel più veloce di tutti. Dalla schiena gli sprizzano fiamme soniche. Grazie a questa caratteristica, lavora come postino e riceve un ottimo stipendio. È anche un burlone ed è odiato dai Cragster. È doppiato da Paolo Vivio.

  - Tribù degli Frosticons: sono Mixel molto stanchi tranne il loro capo di nome Flurr.
    - Slumbo : è il più forte della tribù; basta soltanto tenerlo sveglio.
    - Lunk: fra tutti i Mixel è il più assonnato.
    - Flurr: il più energico dei Frosticons, ed è in grado di volare, insieme a Mesmo.

  - Tribù della Fang Gang: tra i Mixels è la tribu più vorace.
    - Chomly: è un vero compattattore di rifiuti e possiede un dente d'oro.
    - Gobba: è un Mixel dotato di una fortissima dentatura.
    - Jawg: è il più bestiale e leale tra tutti i Mixels.

  - Tribù dei Flexers: tra tutte le tribù di Mixeland è la più "flessibile".
    - Kraw: è il capo dei Flexers; si crede il più intelligente
    - Tentro : tra i Flexers risulta il più forte, ma si sente sempre un po' insicuro
    - Balk : possiede una testa simile ad un martello, ma e il più tonto.

  - Tribù dei Glorp Corp : sono Mixels sempre in cerca di nuove emozioni.
    - Glomp: è il leader della tribù e gli gocciola sempre il naso.
    - Glurt : questo Mixel bavoso simile ad un segugio si divora ogni tipo di rifiuto.
    - Torts: è il più lento della tribù e ha le mani fatte di rifiuti.

  - Tribù dei Witzastic: sono dei maghi itineranti conosciuti per i loro show di magia.
    - Magnifo: il leader della tribù, nonostante i suoi show di magia un po' dozzinali, questo mago ce la mette davvero tutta; è armato di 2 bacchette magiche, di un mantello e di un cappello da mago.
    - Mesmo: ha due cappelli da mago sugli occhi. Nonostante non sappia che cos'è il contatto con il pubblico, la sua coda lancia incantesimi fantastici.
    - Wizwuz: gli piace salire sul palco e ruttare incantesimi anche se è imbranato.

  - Tribù degli Spikels : sono Mixels molto affettuosi ma si dimenticano spesso delle loro spine sul corpo.
    - Scorpi: adora le coccole ma rimane sempre deluso per la sua coda appuntita, inoltre è il leader della tribù.
    - Footi: ha dei piedi enormi con unghie appuntite ed adora ballare e saltare.
    - Hoogi: il più lento della tribù, meglio non farsi prendere quando vuole un abbraccio.

  - Tribù degli Orbitons: sono di Mixels alieni che vivono su Mixel Luna ad Orbitopia, sono molto tecnologizzati ma a volte non riescono a controllare i loro equipaggiamenti.
    - Niksput : è il leader della tribù ed un tipo coraggioso e senza paura ma con il cervello di una banana.
    - Nurp-Naut : questo Mixel soffre di doppia personalità (Nurp è la personalità di un bambino, e Naut è la personalità di un vecchio saggio).
    - Rokit : un tipo dalle braccia che sparano laser che prende sul serio quello che fa.

  - Tribù dei Glowkies: sono dei Mixels notturni e basati sulla bioluminescienza, fanno degli spettacoli grandiosi nelle loro caverne.
    - Globert : il leader e la stella degli spettacoli dei Glowkies. È infastidito quando qualcuno interrompe i suoi momenti drammatici; il suo occhio ha un potere ipnotizzante.
    - Boogly : un tipo snob che ha sempre da criticare. È stato lui a scavare le caverne dei Glowkies con la sua bocca.
    - Vampos : un tipo sportivo che ha difficoltà ad esprimersi per via dei suoi denti.

  - Tribù degli Infernites (2015): altri tre membri degli Infernites.
    - Burnard : un Mixel che trova tutto divertente, ridendo fa dei rutti che sputano fiamme.
    - Meltus : un Mixel tirannosauro allergico a tutto!
    - Flamzer : un Mixel dalla coda fiammegiante che si fa prendere facilmente dal panico.

  - Tribù dei Klinkers: sono dei Mixels riguardanti l'età del vapore.
    - Gox : il leader della tribù, è un Mixel con dei baffoni dorati, un occhio girevole e quattro piedi cigolanti. Si aspetta di essere trattato come un re da tutti.
    - Jinky : questo Mixel è un tipo molto tranquillo ma se lo si fa arrabbiare diventa aggressivo.
    - Kamzo : ha una chiave inglese al posto della mano destra è non è contento se non ha qualcosa da fare.

  - Tribù dei Frosticons (2015): altri tre membri dei Frosticons.
    - Chilbo : un Mixel dal cervello congelato che fa sempre il saputello.
    - Krog : questo Mixel è così vorace che si mangia praticamente di tutto.
    - Snoof : questo Mixel dagli occhi vispi è affascinato dal mondo dei Mixels. doppiato da stefano onofri

  - Tribù dei Lixers : sono dei Mixels con delle lingue molto lunghe, sono anche abbastanza primitivi (così tanto che non sanno parlare e non hanno neanche un leader).
    - Spugg : questo Mixel con la testa girevole a 360 gradi è un grande ficcanaso.
    - Turg : Turg è come un esperimento mal riuscito, è un incrocio tra una rana e qualcos'altro.
    - Tungster : Tungster è l'incrocio tra un'aquila e un roditore.

  -  Tribù dei Weldos : sono dei Mixels operai che costruiscono e distruggono tutto ciò che c'è su Pianeta Mixel.
    - Kramm : il leader della tribù, è un capo abbastanza delizioso ma bisogna restare ai suoi mostruosi ritmi.
    - Forx : questo Mixel adora la distruzione, ma a volte distrugge anche ciò che gli piace data la sua goffagine.
    - Wuzzo : questo Mixel dalla testa a motosega è famoso per aver tagliato per sbaglio gambe di tavoli e una volta aver fatto crollare un edificio.

  - Tribù dei Glorp Corp (2015): altri tre membri dei Glorp Corp.
    - Dribbal : questo Mixel con gli occhiali da vista e il naso gocciolante fa finta di sapere più di quanto non sappia veramente.
    - Gurggle : questo Mixel è molto energetico e fa sempre le cose in fretta.
    - Slusho : Slusho è l'incrocio tra un ippopotamo e una libellula, adora volare anche se le sue ali con la melma gli impediscono di volare.

  - Tribù dei Munchos : sono dei Mixels molto voraci. Nel doppiaggio italiano vengono chiamati " Masticos"
    - Vaka-Waka : il leader della tribù, questo Mixel sono due in uno: Vaka è la parte superiore che butta giù il cibo e Waka è la parte inferiore che digerisce il cibo.
    - Berp : questo Mixel simile ad un frullatore ai butta in bocca il cibo con le sue quattro braccia.
    - Snax : quando questo Mixel parla è meglio stare attenti alle briciole che lascia.

  - Tribù degli MCPD : sono dei Mixels poliziotti e si occupano di proteggere Moxopolis.
    - Kuffs : il capo in seconda della tribù, questo Mixel dal braccio destro lungo a volte si fa prendere la mano e si mette ad arrestare tutti per qualunque motivo.
    - Busto : Busto è una vera e propria gabbia vivente, che per il suo cuore tenero fa spesso scappare i prigionieri.
    - Tiktez : questo mixel a ruota fresco dall'accademia degli MCPD vede il mondo come un videogioco ed è sempre pronto ad entrare in azione.

  - Tribù dei Medievals : sono dei Mixels medievali e di famiglia reale.
    - Cammilot : erede al trono e futuro capo della tribù Cammilot è uno a cui piace conoscere nuove persone, ma bisogna stare attenti alla sua mano-ascia. doppiato da alex polidori
    - Mixadel : cugino di Cammilot. Nonostante questo Mixel-catapulta preferisca tirare oggetti ai "Mixels comuni" sottofondo ha un cuore da eroe. Doppiato da Gabriele Patriarca.
    - Paladum : l'animale domestico di Cammilot, è sempre fedele al suo padrone.

  - Tribù dei Mixies : sono una band musicale molto famosa.
    - Jamzy : il leader della tribù. A forma di classica chitarra Frender Mixokaster, questo Mixel di Mixopolis è nato per il rock! Jamzy potrà essere più arrogante che talentuoso, ma questo tipo con un occhio solo non smette mai di intrattenerti. Doppiato da Monica Ward.
    - Tapsy : Questo taciturno Mixel non parla molto - Tapsy prende vita solo quando è il momento per un bell'assolo di batteria. Muovi le braccia di Tapsy con le bacchette e fai finta di suonare per il resto della band dei Mixies.
    - Trumpsy : Questo musicista di MixOrleans ha un trombone al posto della testa e grandi guance per suonare una potente melodia. Quando Trumpsy suona, l'intera Mixopolis si sveglia! Assicurati solo che nessuno rubi la raccolta musicale di questo Mixel.

  - Tribu dei MCFD(Mixopolis City Fire Departament) sono i pompieri della città di Mixopoli, il loro max ricorda un camion dei pompieri
    - Splasho : il leader dei MCFD
    - Acquad  : un mixel a forma di aereo in grado di volare
    - Hrydo: un mixel pompiere

  - Tribu dei Pyrratz sono mixel pirati e adorano i tesori.Il loro max ricorda una nave pirata
    - Sharx è un mixel a forma di squalo, nonché capitano dei pirati
    - SkulzyMixel che ricorda il classico Jolly Roger.
    - LewtUn incrocio fra un granchio e uno scrigno del tesoro. Adora i tesori.

  - Medixsono i medici di Mixopoli. Il loro Max è un'ambulanza
    - Surgeo: il leader, un dottore sempre pronto, dichiara di avere un fratello.
    - Skrubzun collega di Surgeo
    - Tuthun dentista a forma di dente.

- Altri : sono Mixels di varie tribù che non hanno una forma LEGO.
- Pipistrelli : fanno parte dei Glowkies, assomigliano a dei pipistrelli.
- Insegnante : fa parte dei Flexers, insegna alla scuola media di Mixopolis ed è anche il primo Mixel femmina che si vede nel cartone.
- Preside Knave : fa parte della tribù dei Klinkers, è il preside della scuola media di Mixopolis.
- Arbitro : fa parte della tribù dei Munchos, insegna ginnastica nella scuola media di Mixopolis.
- Booger : fa parte dei Glorp Corp, è il migliore amico di Cammilot e di Jamzy.
- Re : fa parte dei Medievals, è il padre di Cammilot e l'attuale leader dei Medievals.
- Sergente : fa parte degli MCPD, è il superiore di Kuffs.
- Ranger Jinx : fa parte degli Spikels, lavora allo zoo di Mixopolis e si occupa degli animali.
- Custode : fa parte degli Spikels, lavora allo zoo di Mixopolis e sorveglia l'entrata/uscita dello zoo di Mixopolis.

## Stagioni

### Stagione 1 (2014)
| nº    | Titolo originale                                                                 | Titolo italiano                                         | Prima TV USA     | Prima TV Italia |
| ----- | -------------------------------------------------------------------------------- | ------------------------------------------------------- | ---------------- | --------------- |
| 1     | Coconapple                                                                       | Coccomela                                               | 12 febbraio 2014 |                 |
| 2     | Hot Lava Shower                                                                  | Doccia di lava bollente                                 | 12 febbraio 2014 |                 |
| 3     | Cookironi                                                                        | Cuccheroni                                              | 12 febbraio 2014 |                 |
| 4     | Electrock                                                                        | Elettroccia                                             | 19 febbraio 2014 |                 |
| 5     | Nixels                                                                           | I Nixels                                                | 26 febbraio 2014 |                 |
| 6     | Murp                                                                             | Murp                                                    | 5 marzo 2014     |                 |
| 7     | Pothole                                                                          | Il buco                                                 | 5 marzo 2014     |                 |
| 8     | Mailman                                                                          | Il postino                                              | 12 marzo 2014    |                 |
| 9     | Another Nixel                                                                    | Nixel no mixel                                          | 19 marzo 2014    |                 |
| 10    | Changing a Light Bulb                                                            | La lampadina                                            | 5 maggio 2014    |                 |
| 11    | Rockball                                                                         | Pallaroccia                                             | 5 maggio 2014    |                 |
| 12    | Wrong Colors                                                                     | Colori sbagliati                                        | 21 maggio 2014   |                 |
| 13    | Mix Over                                                                         | Un due tre Nixel                                        | 28 maggio 2014   |                 |
| 14    | Bar B Cubes                                                                      | Bar-be-cubi                                             | 28 maggio 2014   |                 |
| 15    | Snow Half Pipe                                                                   | La rampa di ghiaccio                                    | 5 giugno 2014    |                 |
| 16    | Hamlogna Conveyorbelt                                                            | Panino alla prosciuttella                               | 5 giugno 2014    |                 |
| 17    | Vaudeville Fun                                                                   | Divertimento teatrale                                   | 12 giugno 2014   |                 |
| 18    | Fang Gang Log Toss                                                               | Lancio del tronco                                       | 19 giugno 2014   |                 |
| 19    | High Five                                                                        | Dammi il cinque                                         | 19 giugno 2014   |                 |
| 20    | Elevator                                                                         | L'ascensore                                             | 26 giugno 2014   |                 |
| 21-22 | Mixed Up Special: "The Biggest and Most Epic Mixels Minisode Ever" / "Murp Romp" | Speciale Mezz'ora: "L'epica commedia / Moccioloso Murp" | 31 agosto 2014   |                 |

### Stagione 2 (2015-2016)
| nº    | Titolo originale         | Titolo italiano                    | Prima TV USA      | Prima TV Italia |
| ----- | ------------------------ | ---------------------------------- | ----------------- | --------------- |
| 23-28 | Moon Madness             | Mixels Lunatici                    | 9 marzo 2015      | 13 marzo 2015   |
| 29    | Quest for the Mixamajig  | Alla ricerca del Mixamajig perduto | 26 settembre 2015 | 31 ottobre 2015 |
| 30    | Every Knight Has Its Day | L'unione fa la forza               | 5 marzo 2016      | 22 luglio 2016  |
| 31    | Nixel Nixel Go Away      | Il ritorno dei ninja               | 1º ottobre 2016   | 4 febbraio 2017 |

## Giocattoli
Nel 2014 LEGO ha deciso di realizzare tre serie LEGO Mixels, con i personaggi omonimi, che proseguira nel 2015 con due nuove tribù, gli Orbitons, i Glowiesk e tre nuovi Infernites.
L'ultima serie di giocattoli venne rilasciata nel 2016 introducendo nuove tribù e personaggi.